# Singularidad BKL
Una singularidad de Belinski–Khalatnikov–Lifshitz (BKL) es un modelo de la evolución dinámica del universo cerca de la singularidad gravitacional inicial, descrita por una solución anisotrópica y caótica de las ecuaciónes de campo de gravitación de Einstein .  Según este modelo, el universo oscila caóticamente alrededor de una singularidad gravitacional en la que el tiempo y el espacio se vuelven iguales a cero o, equivalentemente, la curvatura del espacio-tiempo aumenta a infinito. Esta singularidad es físicamente real en el sentido de que es una consecuencia natural de la solución, y aparece también en la solución exacta de esas ecuaciones. La singularidad no se crea artificialmente a través de las suposiciones y simplificaciones por otras soluciones especiales, como las soluciones de Friedmann–Lemaître–Robertson–Walker, la cuasi-isotrópica y la de Kasner .
El modelo lleva el nombre de sus autores Vladimir Belinski, Isaak Khalatnikov y Evgeny Lifshitz, que entonces trabajaban en el Instituto Landau de Física Teórica .
La imagen desarrollada por BKL tiene varios elementos importantes, incluyendo:
- Cerca de la singularidad, la evolución de la geometría en diferentes puntos espaciales se desacopla, de modo que las soluciones de las ecuaciones diferenciales parciales pueden aproximarse mediante soluciones de ecuaciones diferenciales ordinarias con respecto al tiempo para factores de escala espacial definidos apropiadamente. Esta se llama la conjetura BKL .
- Para la mayoría de los tipos de materia, el efecto de los campos de materia sobre la dinámica de la geometría es insignificante cerca de la singularidad. El trabajo original de BKL teorizó que el efecto era insignificante para todas las tipas de materia, pero más tarde descubrieron que la "materia rígida" (ecuación de estado p = ε), equivalente a un campo escalar sin masa, puede afectar la dinámica cerca de la singularidad.
- Las ecuaciones diferenciales ordinarias que describen las asintóticas vienen de una clase de soluciones espacialmente homogéneas que constituyen la dinámica Mixmaster: un modelo de oscilación caótico y complicado que exhibe propiedades similares a las dinámicas cerca de la singularidad descrito por BKL.

El estudio de la dinámica del universo en la vecindad de la singularidad se ha vuelto un campo en rápido desarrollo de la matemática y física teórica. Cuando el modelo BKL es aplicado a la singularidad cosmológica en modelos cosmológicos multidimensionales ( tipo Kaluza-Klein ), el espaciotiempo es caótico cerca de la singularidad cuando el espacio tiene no más que diez dimensiones, pero cuando hay más, un universo sufre un número finito de oscilaciones antes de entrar en un régimen de contracción monótono de tipo Kasner.   
El desarrollo de estudios cosmológicos basados en modelos de supercuerdas ha revelado algunos aspectos nuevos de la dinámica en la vecindad de la singularidad.    En estos modelos, los mecanismos de cambio de las épocas de Kasner son causados no por las interacciones gravitacionales sino por la influencia de otros campos presentes. Se demostró que los modelos cosmológicos basados en seis modelos de supercuerdas principales y un modelo de supergravedad de once dimensiones exhiben la dinámica BKL caótica cerca la singularidad. Se descubrió una conexión entre los modelos cosmológicos oscilatorios tipo BKL y una subclase especial de álgebras de Lie de dimensión infinita: las llamadas álgebras hiperbólicas de Kac-Moody .   